# سيث بينغهام
سيث بينغهام (بالإنجليزية: Seth Bingham)‏ هو ملحن أمريكي، ولد في 16 أبريل 1882 في Bloomfield, New Jersey ‏ في الولايات المتحدة، وتوفي في 21 يونيو 1972 في نيويورك في الولايات المتحدة.

## وصلات خارجية
- سيث بينغهام على موقع ميوزك برينز (الإنجليزية)